# La Fosca

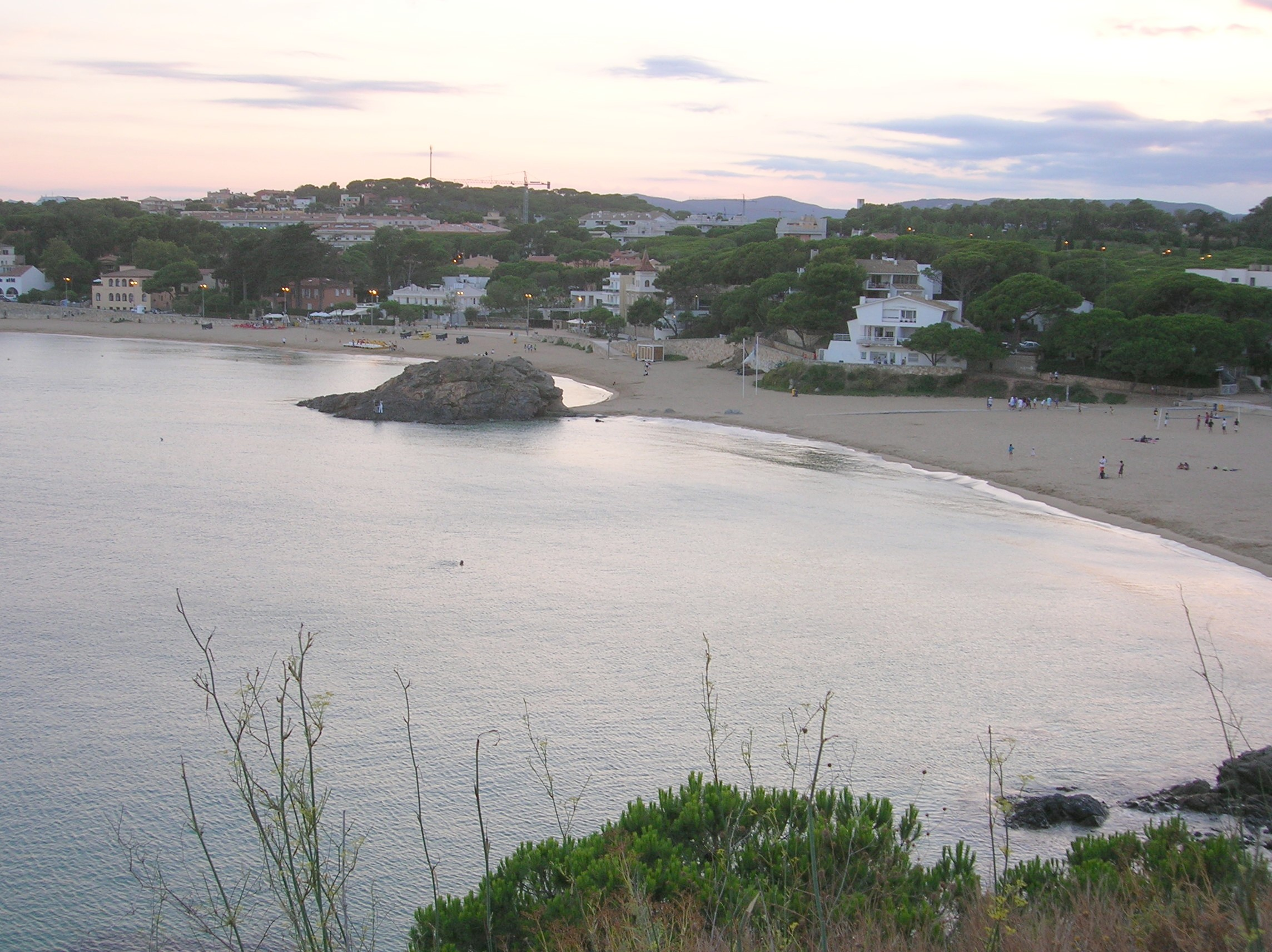
Plaża La Fosca

La Fosca – mała wioska na Costa Brava nad Morzem Śródziemnym, w comarce Baix Empordà, w prowincji Girona, w Katalonii (Hiszpania). La Fosca znajduje się na północ od Palamós. Jest to miejsce głównie turystyczne, w ciągu roku zamieszkuje je jedynie 17 osób. W sezonie letnim populacja gwałtownie wzrasta. 
La Fosca położona jest nad piaszczystą zatoką. W sezonie letnim plażę wypełniają turyści a do zatoki przypływ wiele jachtów. Poza sezonem jest to świetne miejsce dla wielbicieli surfingu. Dojechać można tu drogą C31, która łączy nadmorskie miejscowości w centralnej części Costa Brava z Gironą. La Fosca znajduje się ok. 48 km od Girony, ok. 10 km od Palafrugell i ok. 10 km na północ od Castell-Platja d’Aro.
Charakterystycznym punktem jest duża skała wyrastająca na środku plaży, dzieląc ją na dwie części. Skała nazywa się Roca Fosca lub Roca Negra i to od niej pochodzi nazwa plaży. Na północnym końcu zatoki znajdują się ruiny zamku Sant Esteve. 

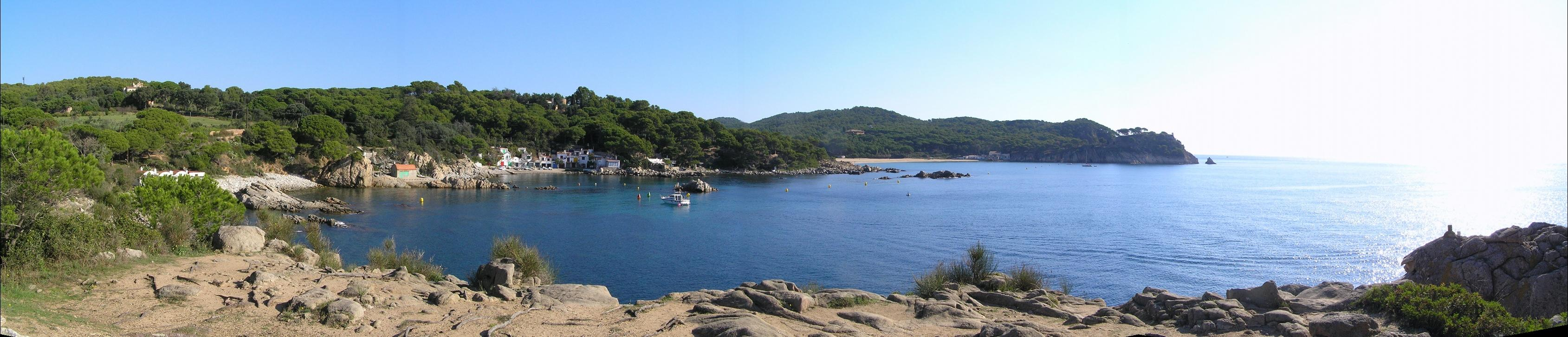
Cala S’Alguer, Palamós

## Zamek Sant Esteve

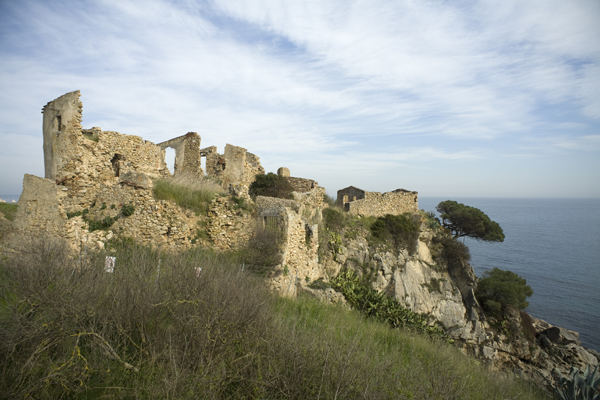
Zamek Sant Esteve de Mar

Ruiny zamku Sant Esteve usytuowane są na cyplu pomiędzy plażami La Fosca i S’Alguer.  Zamek ten został wybudowany na ruinach rzymskich zabudowań, które z kolei zostały zbudowane na ruinach osady iberyjskiej. 
Pierwsze wzmianki o tym zamku pochodzą z 1272 roku. Pan zamku pobierał dziesięcinę od rybaków łowiących ryby w zatoce La Fosca. W 1277 zamek został kupiony przez Piotra III Wielkiego. Dwa lata później to tutaj została ogłoszona Karta Miejska nadająca Palamós prawa miejskie. 
Później zamek służył mieszkańcom okolicznych wiosek jako miejsce obrzędów religijnych. W 1394 został kupiony przez biskupa Berenguer de Cruilles i przekształcony się w gospodarstwie w 1396 roku. W następnych latach zamek był wykorzystywany również jako bastion obronny, zwłaszcza podczas ataków piratów Barbarossy i Algierczyków. Dopiero w drugiej połowie XX wieku został zupełnie opuszczony, ale z jego dawnej świetności zostały tylko zniszczone fragmenty wież i mury.
Gdy w 2012 roku zamek stał się własnością miasta, podjęto decyzję o jego odrestaurowaniu i umożliwieniu zwiedzania dla turystów.